# Hiệp định thương mại tự do xuyên Đại Tây Dương

Thỏa hiệp đang được đàm phán giữa Liên minh Âu châu và Hoa Kỳ

Hiệp định thương mại tự do xuyên Đại Tây Dương còn được gọi là Hiệp định đối tác thương mại và đầu tư xuyên Đại Tây Dương ((tiếng Anh): Transatlantic Trade and Investment Partnership (TTIP) hay Transatlantic Free Trade Area (TAFTA)) là một thỏa hiệp thương mại tự do đang được đàm phán giữa Liên minh Âu châu và Hoa Kỳ. Thỏa hiệp này được dự đoán là sẽ tăng nền kinh tế của Liên minh Âu châu lên thêm €120 tỷ, nền kinh tế Hoa Kỳ lên €90 tỷ và các nước còn lại trên thế giới lên €100 tỷ. Các cuộc nói chuyện đã bắt đầu vào tháng 7 năm 2013 và đã đạt được 3 vòng đàm phán vào cuối năm đó. Thỏa hiệp này có thể sẽ được hoàn thành vào cuối năm 2014.

## Các nền kinh tế
Cả hai nền kinh tế cộng lại chiếm khoảng 60% của GDP toàn cầu, 33% của mậu dịch thế giới về hàng hóa và 42% mậu dịch thế giới về dịch vụ. Sự phát triển về năng lực kinh tế của EU đã dẫn tới một số xung đột về mậu dịch giữa 2 khối kinh tế; mặc dù cả chỉ lệ thuộc về nền kinh tế của khối kia, cũng như những tranh chấp chỉ chiếm 2% của mậu dịch. Một Hiệp định thương mại tự do giữa 2 khối sẽ là một thỏa hiệp thương mại lớn nhất giữa các vùng trong lịch sử thế giới, chiếm khoảng 46% của GDP toàn cầu. Xem bảng bên dưới để thấy chi tiết về dòng chảy của mậu dịch;
| Hướng mậu dịch | Hàng hóa  | Dịch vụ   | Đầu tư    | Tổng cộng |
| -------------- | --------- | --------- | --------- | --------- |
| EU tới US      | €260 tỷ   | €139.0 tỷ | €112.6 tỷ | €511.6 tỷ |
| US tới EU      | €127.9 tỷ | €180 tỷ   | €144.5 tỷ | €452.4 tỷ |

Đầu tư của Hoa Kỳ vào EU lớn hơn gấp 3 lần số đầu tư của Hoa Kỳ vào tất cả các nước Á châu cộng lại và đầu tư của EU vào Hoa kỳ bằng 8 lần đầu tư của EU chung vào Ấn Độ và Trung Quốc. Hoa Kỳ và EU là hai khối mậu dịch lớn nhất của hầu hết các nước trên thế giới và chiếm 1/3 của mậu dịch thế giới. Bởi vì trở ngại giữa 2 khối chỉ còn là 3% (may mặc, pho ma, hoa và rau quả), mục đích của cuộc đàm phán là gỡ bỏ tất cả các trở ngại. Các trở ngại chính giữa Hoa Kỳ và châu Âu hầu như không còn là thuế quan mà là các khác biệt về quy định nội địa, những tiêu chuẩn kỹ thuật và chất lượng sản phẩm của hai bên.

## Thống kê về Canada
- Trong năm 2016 Canada có năng suất kinh tế khoảng 1.532 tỷ Dollar, theo như Internationale Währungsfonds. Ít hơn Ý một chút (1.852 tỷ Dollar) ít hơn phân nửa Đức (3495 tỷ).
- Theo WTO Canada chiếm 2,4% tất cả các hàng xuất khẩu trên thế giới, nhiều khoảng bằng Bỉ, Mexico hoặc thành quốc Singapor. Năm 2014 Algeria xuất cảng hàng hóa sang EU nhiều hơn Canada.
- Sản phẩm xuất khẩu quan trọng nhất của Canada là dầu hỏa, và như vậy nước này cạnh tranh với USA, Nga, và các quốc gia Opec, chứ không cạnh tranh với các quốc gia lục địa ở châu Âu.
- Người Canada sống trung bình khoảng 82,2 tuổi theo WHO, 1,2 năm lâu hơn ở Đức và 5,4 năm lâu hơn so với tuổi trung bình ở EU.
- Mỗi năm WHO dựa theo 20 mức chỉ thị để đo lường sự an toàn thực phẩm. Canada luôn được 100/100 điểm, như Đức, Pháp hoặc Tây Ban Nha.
- Về Nam Nữ Bình quyền, theo chỉ số Global-Gender-Gap của diễn đàn Kinh tế Thế giới Canada chỉ đứng hạng 30 so với Đức 15, chủ yếu vì ít phụ nữ trong quốc hội và nội các. Justin Trudeau đã thay đổi việc này, trong nội các của ông có 15 nữ bộ trưởng trong số 29. Trong nội các hiện thời của Đức chỉ có 5 trong số 15 bộ trưởng.
- Về tự do báo chí, theo Freedom House Canada đứng hạng 21, so với Đức 25 và Pháp 51.
- Theo World Happiness Report của Liên Hợp Quốc thì Đan Mạch trung bình hạnh phúc nhất, sau đó đến Phần Lan hạng 5, Canada hạng 6, Đức hạng 16, Pháp hạng 32. Frankreich liegt auf Rang 32.[8]